# Studio Teatralne „Słup”
Studio Teatralne „SŁUP” − amatorski zespół teatralny działający od 1982 roku w Łodzi, realizujący przedstawienia na tradycyjnych scenach, oraz nietypowe, rozbudowane w czasie i przestrzeni uliczne przedsięwzięcia teatralne. Kierownikiem artystycznym i reżyserem zespołu jest Marcel Szytenchelm. Studio działa przy Widzewskich Domach Kultury, jego siedzibą jest Dom Kultury 502.
Studio powstało w 1982 roku i początkowo działało przy II Liceum Ogólnokształcącym, w oparciu o uczniów klas II i III tej szkoły. Pierwszym zrealizowanym przedsięwzięciem była inscenizacja teatralna Śmierć Prezydenta, która odbyła się na korytarzach II LO i polegała na odtworzeniu sceny zabójstwa prezydenta Gabriela Narutowicza, patrona szkoły. Po sporach z dyrekcją szkoły, Studio przeniosło się do Widzewskiego Domu Kultury. Przez kilka następnych lat zrealizowało kilka bardziej tradycyjnych przedstawień teatralnych, opartych na tekstach m.in. Witkacego (Nowe wyzwolenie), Herberta (Jaskinia Filozofów) i Mrożka (Szczęśliwe wydarzenie), które były nagradzane na festiwalach teatrów amatorskich i ulicznych.
Spektakl Siedem dni Polaka – tytółmyloncy, powstały w 1993 r., oparty głównie na tekstach Marcela Szytenchelma, był fazą przejściową od tradycyjnych przedstawień teatralnych do rozbudowanych, ulicznych przedstawień teatralnych, w których zespół obecnie się specjalizuje. Spektakl ten zebrał wiele nagród, w tym specjalne wyróżnienie na Międzynarodowym Festiwalu Teatralnym „Malta '97”.
W roku 1998 powstał projekt polsko-niemiecki: 4 x Prometeusz, grany zarówno w Łodzi jak i na scenach niemieckich. Dwa spektakle z Łodzi i dwa z Niemiec składały się na wspomnianą realizację. Następnie wersja Słupowska grana była przez kilka miesięcy jako odrębny spektakl na scenach polskich.
W roku 2011 teatr zakończył pracę nad spektaklem Nowy sen Polaka. Przedstawienie opowiada o współczesnych polskich realiach polityczno-społecznych. Głównym bohaterem jest KROWA, symbolizująca polski naród, przyjmuje na siebie razy od rządzących.
Do najbardziej znanych działań Studia należą jednak rozbudowane, uliczne przedsięwzięcia teatralne, mające promować i uczcić znanych Łodzian, takie jak „Dzień Tuwima” i „Dzień Reymonta”. Przedsięwzięcia te, oprócz samych aktorów Studia angażują też przypadkowych i zaproszonych mieszkańców miasta. „Dzień Tuwima” z 1999 roku polegał na zainscenizowaniu kilkunastu scenek w różnych punktach Łodzi, związanych w jakiś sposób z Julianem Tuwimem, prezentujących jego twórczość oraz sceny z jego biografii, z zaangażowaniem straży pożarnej, lekarzy weterynarii, ludowego zespołu pieśni i tańca, mieszkańców kamienic, w których mieszkał Tuwim itp. Program działań był określony tylko bardzo ogólnie, i aby obejrzeć całość należało podążać własnym rowerem za jadącym na rikszy reżyserem. „Dzień Reymonta” z 2001 r. (jego czwarta edycja) oprócz części odbywającej się w Łodzi, dział się także w Lipcach Reymontowskich oraz w zabytkowym pociągu z Łodzi do Lipiec, do którego można było wsiąść bezpłatnie pod warunkiem przebrania się w strój „z epoki”.
Z koncepcji dni znanych Łodzian wyrósł pomysł Galerii Wielkich Łodzian, czyli serii pomników naturalnej wielkości stawianych bezpośrednio na poziomie jezdni ulicy Piotrkowskiej. Kolejne pomniki były odsłaniane przy okazji działań z cyklu „Dzień...”, stanowiąc ich kulminacyjny moment.
Skład osobowy zespołu zmieniał się wielokrotnie. Pierwotna grupa aktorów, pochodząca głównie z II LO, odeszła w większości w latach 1990-1993. W zespole stale dominują aktorzy w wieku 16-20 lat. Jego członkami są także osoby znacznie starsze.
W przedstawieniach studia uczestniczą też czasami zawodowi aktorzy, graficy i muzycy.
Mottem zespołu jest „Na tym świecie, aby nie zwariować, trzeba być rozsądnym wariatem”, które pochodzi ze sztuki Witkacego Nowe wyzwolenie, które było pierwszym, nagrodzonym przedstawieniem Studia. Według programu Siedem dni Polaka - tytółmyloncy z 1996 r. nazwa Studia pochodzi do świętego, Szymona Słupnika, który „dał pierwsze i ostatnie w historii ludzkości przedstawienie teatralne trwające bez żadnych przerw przez przeszło 40 lat”.